# Bélesta-en-Lauragais
Pour les articles homonymes, voir Bélesta et Lauragais.
Bélesta-en-Lauragais est une commune française située dans l'est du département de la Haute-Garonne, en région Occitanie. Sur le plan historique et culturel, la commune fait partie du Lauragais, l'ancien « Pays de Cocagne », lié à la fois à la culture du pastel et à l’abondance des productions, et de « grenier à blé du Languedoc ».
Exposée à un climat océanique altéré, elle est drainée par la Grasse et par divers autres petits cours d'eau. La commune possède un patrimoine naturel remarquable composé d'une zone naturelle d'intérêt écologique, faunistique et floristique.
Bélesta-en-Lauragais est une commune rurale qui compte 112 habitants en 2022, après avoir connu un pic de population de 287 habitants en 1846. Elle fait partie de l'aire d'attraction de Toulouse.
Ses habitants sont les Bélestais et les Bélestaises.

## Géographie

### Localisation
La commune de Bélesta-en-Lauragais se trouve dans le département de la Haute-Garonne, en région Occitanie.
Elle se situe à 36 km à vol d'oiseau de Toulouse, préfecture du département, et à 15 km de Revel, bureau centralisateur du canton de Revel dont dépend la commune depuis 2015 pour les élections départementales.
La commune fait en outre partie du bassin de vie de Villefranche-de-Lauragais.
Les communes les plus proches sont : 
Mourvilles-Hautes (1,7 km), Vaux (2,0 km), Juzes (2,8 km), Lux (3,3 km), Maurens (3,5 km), Rieumajou (3,9 km), Les Cassés (4,0 km), Folcarde (4,7 km).
Sur le plan historique et culturel, Bélesta-en-Lauragais fait partie du Lauragais, occupant une vaste zone, autour de l’axe central que constitue le canal du Midi, entre les agglomérations de Toulouse au nord-ouest et Carcassonne au sud-est et celles de Castres au nord-est et Pamiers au sud-ouest. C'est l'ancien « Pays de Cocagne », lié à la fois à la culture du pastel et à l’abondance des productions, et de « grenier à blé du Languedoc ».
Les communes limitrophes sont  Juzes, Les Cassés, Mourvilles-Hautes, Saint-Félix-Lauragais et Vaux.
|       | Vaux                 | Saint-Félix-Lauragais |
| Juzes | Bélesta-en-Lauragais | Les Cassés (Aude)     |
|       | Mourvilles-Hautes    |                       |

### Géologie et relief
La superficie de la commune de Bélesta-en-Lauragais est de 559 hectares. Son altitude varie de 209  à   300 mètres.

### Hydrographie

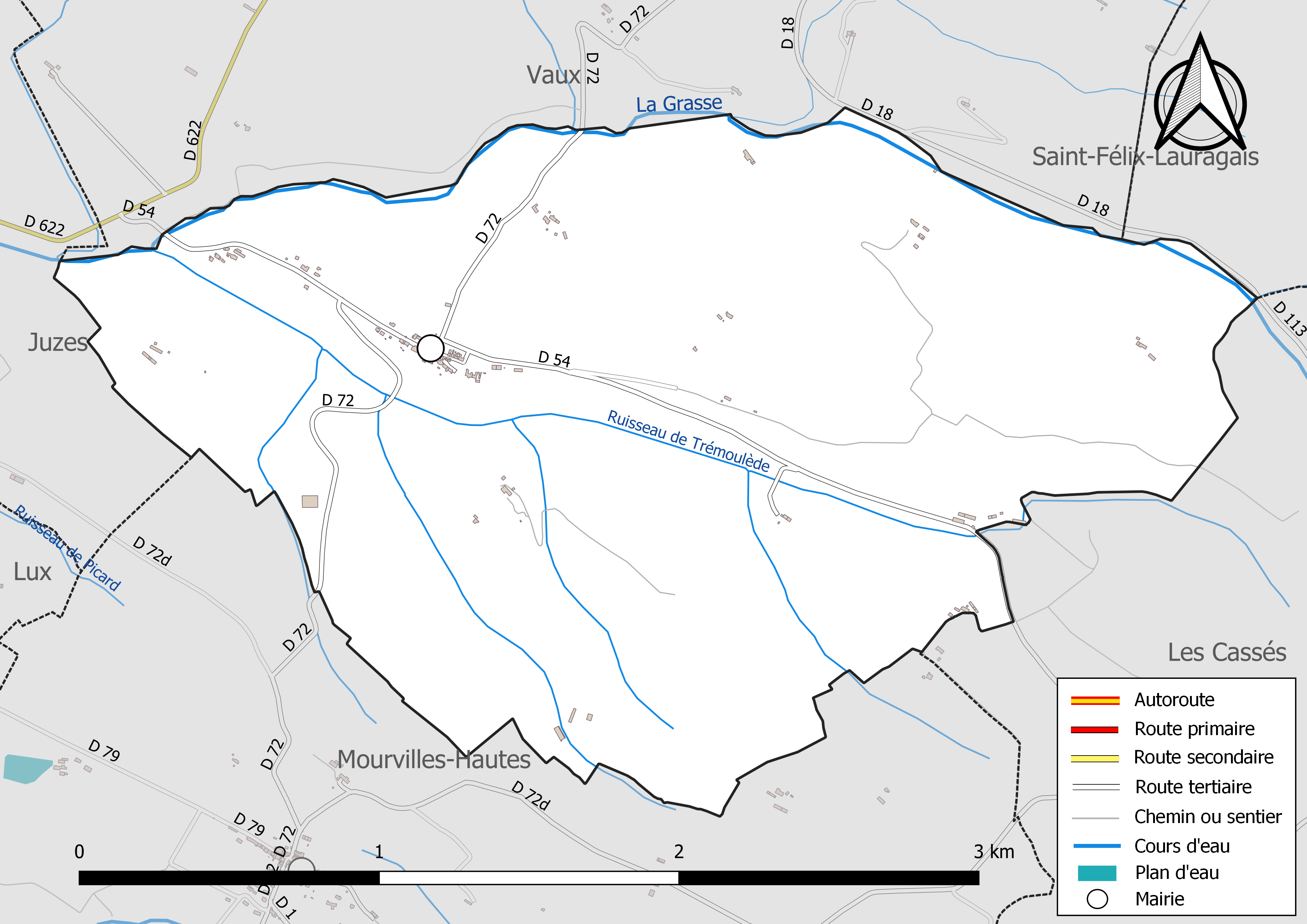
Réseaux hydrographique et routier de Bélesta-en-Lauragais.

La commune est dans le bassin de la Garonne, au sein du bassin hydrographique Adour-Garonne. Elle est drainée par le Grasse, le ruisseau de Trémoulède et par divers petits cours d'eau, constituant un réseau hydrographique de 11 km de longueur totale,.
Le Grasse, d'une longueur totale de 18 km, prend sa source dans la commune des Les Cassés et s'écoule vers l'ouest puis se réoriente vers le sud-ouest. Il traverse la commune et se jette dans le Marès à Montgaillard-Lauragais, après avoir traversé 11 communes.

### Climat
Pour des articles plus généraux, voir Climat de l'Occitanie et Climat de la Haute-Garonne.
En 2010, le climat de la commune est de type climat du Bassin du Sud-Ouest, selon une étude s'appuyant sur une série de données couvrant la période 1971-2000. En 2020, Météo-France publie une typologie des climats de la France métropolitaine dans laquelle la commune est exposée à un climat océanique altéré et est dans la région climatique Aquitaine, Gascogne, caractérisée par une pluviométrie abondante au printemps, modérée en automne, un faible ensoleillement au printemps, un été chaud (19,5 °C), des vents faibles, des brouillards fréquents en automne et en hiver et des orages fréquents en été (15 à 20 jours).
Pour la période 1971-2000, la température annuelle moyenne est de 13 °C, avec une amplitude thermique annuelle de 15,7 °C. Le cumul annuel moyen de précipitations est de 804 mm, avec 10,4 jours de précipitations en janvier et 5,4 jours en juillet. Pour la période 1991-2020, la température moyenne annuelle observée sur la station météorologique la plus proche, située sur la commune de Saint-Félix-Lauragais à 5 km à vol d'oiseau, est de 13,5 °C et le cumul annuel moyen de précipitations est de 673,9 mm,. Pour l'avenir, les paramètres climatiques de la commune estimés pour 2050 selon différents scénarios d'émission de gaz à effet de serre sont consultables sur un site dédié publié par Météo-France en novembre 2022.

### Milieux naturels et biodiversité

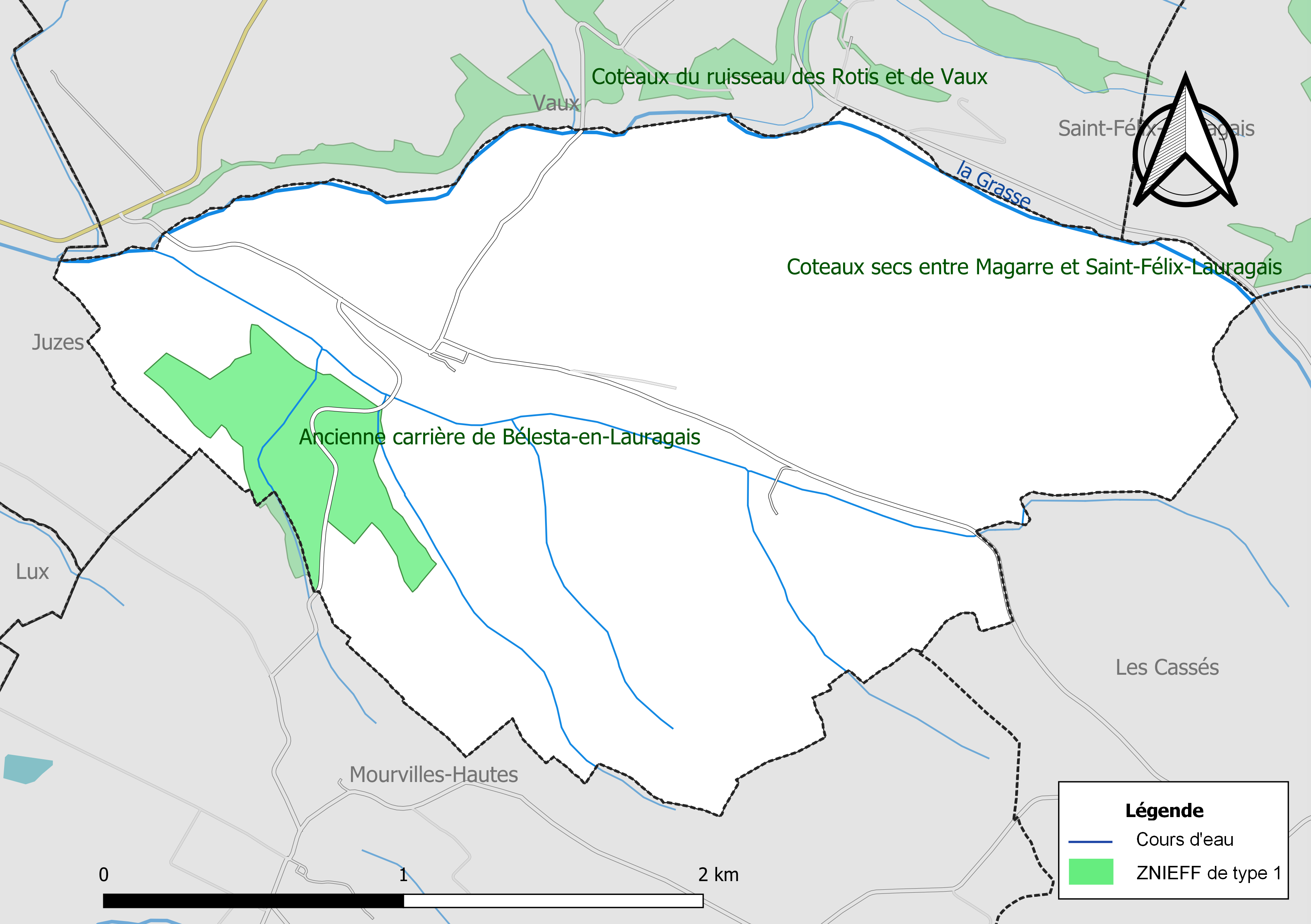
Carte de la ZNIEFF de type 1 localisée sur la commune.

L’inventaire des zones naturelles d'intérêt écologique, faunistique et floristique (ZNIEFF) a pour objectif de réaliser une couverture des zones les plus intéressantes sur le plan écologique, essentiellement dans la perspective d’améliorer la connaissance du patrimoine naturel national et de fournir aux différents décideurs un outil d’aide à la prise en compte de l’environnement dans l’aménagement du territoire.
Une ZNIEFF de type 1 est recensée sur la commune :
l'« ancienne carrière de Bélesta-en-Lauragais » (34 ha), couvrant 2 communes du département.

## Urbanisme

### Typologie
Au 1er janvier 2024, Bélesta-en-Lauragais est catégorisée commune rurale à habitat dispersé, selon la nouvelle grille communale de densité à sept niveaux définie par l'Insee en 2022.
Elle est située hors unité urbaine. Par ailleurs la commune fait partie de l'aire d'attraction de Toulouse, dont elle est une commune de la couronne,. Cette aire, qui regroupe 527 communes, est catégorisée dans les aires de 700 000 habitants ou plus (hors Paris),.

### Occupation des sols
L'occupation des sols de la commune, telle qu'elle ressort de la base de données européenne d’occupation biophysique des sols Corine Land Cover (CLC), est marquée par l'importance des territoires agricoles (94,2 % en 2018), une proportion identique à celle de 1990 (94,2 %). La répartition détaillée en 2018 est la suivante : 
terres arables (54,2 %), zones agricoles hétérogènes (40 %), forêts (5,8 %). L'évolution de l’occupation des sols de la commune et de ses infrastructures peut être observée sur les différentes représentations cartographiques du territoire : la carte de Cassini (XVIIIe siècle), la carte d'état-major (1820-1866) et les cartes ou photos aériennes de l'IGN pour la période actuelle (1950 à aujourd'hui).

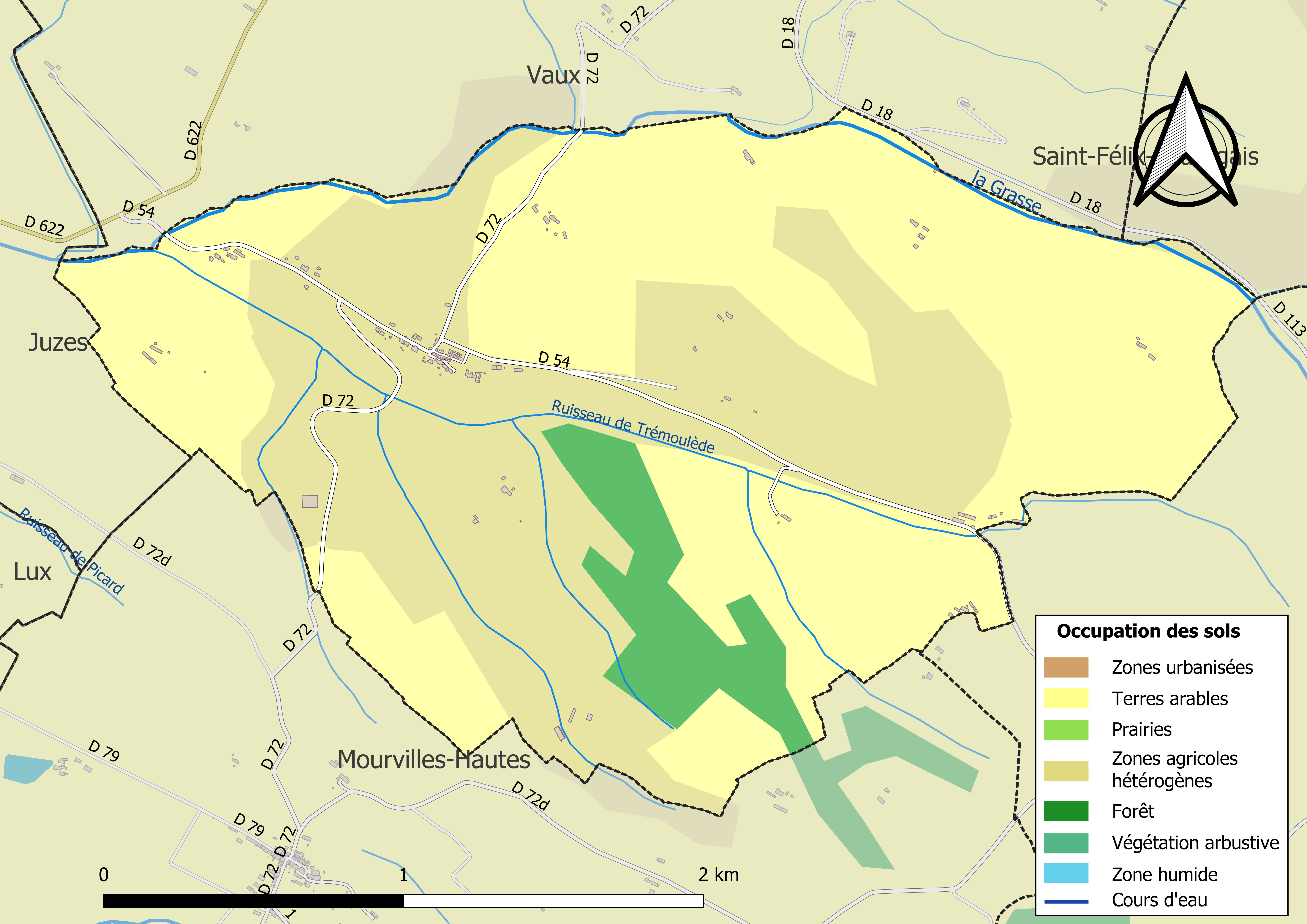
Carte des infrastructures et de l'occupation des sols de la commune en 2018 (CLC).

### Voies de communication et transports
Accès avec les lignes régulières de transport interurbain réseau Arc-en-ciel (anciennement SEMVAT).

### Risques majeurs
Le territoire de la commune de Bélesta-en-Lauragais est vulnérable à différents aléas naturels : météorologiques (tempête, orage, neige, grand froid, canicule ou sécheresse), inondations et séisme (sismicité très faible). Un site publié par le BRGM permet d'évaluer simplement et rapidement les risques d'un bien localisé soit par son adresse soit par le numéro de sa parcelle.
Certaines parties du territoire communal sont susceptibles d’être affectées par le risque d’inondation par débordement de cours d'eau, notamment la Grasse. La commune a été reconnue en état de catastrophe naturelle au titre des dommages causés par les inondations et coulées de boue survenues en 1982, 1998, 1999 et 2009,.

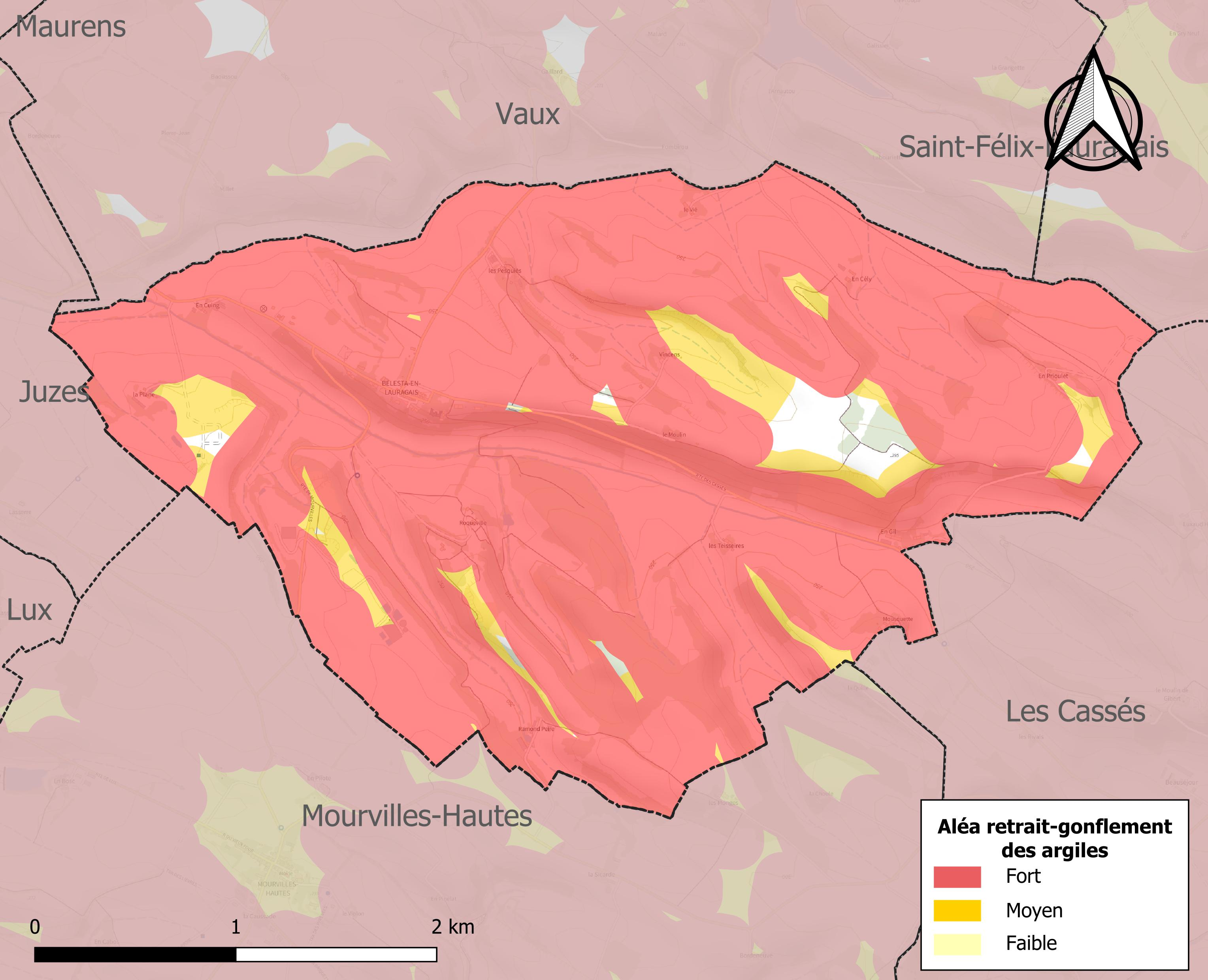
Carte des zones d'aléa retrait-gonflement des sols argileux de Bélesta-en-Lauragais.

Le retrait-gonflement des sols argileux est susceptible d'engendrer des dommages importants aux bâtiments en cas d’alternance de périodes de sécheresse et de pluie. 97,6 % de la superficie communale est en aléa moyen ou fort (88,8 % au niveau départemental et 48,5 % au niveau national). Sur les 56 bâtiments dénombrés sur la commune en 2019, 56 sont en aléa moyen ou fort, soit 100 %, à comparer aux 98 % au niveau départemental et 54 % au niveau national. Une cartographie de l'exposition du territoire national au retrait gonflement des sols argileux est disponible sur le site du BRGM,.
Par ailleurs, afin de mieux appréhender le risque d’affaissement de terrain, l'inventaire national des cavités souterraines permet de localiser celles situées sur la commune.
Concernant les mouvements de terrains, la commune a été reconnue en état de catastrophe naturelle au titre des dommages causés par des mouvements de terrain en 1999.

## Politique et administration

### Rattachements administratifs et électoraux
La commune fait partie de la dixième circonscription de la Haute-Garonne communauté de communes du Lauragais-Revel-Sorèzois et du canton de Revel (Bélesta-en-Lauragais faisait partie de l'ex-canton de Saint Félix) et de la septième circonscription de la Haute-Garonne jusqu'en 2012.

### Liste des maires
| Période                                  | Période      | Identité          | Étiquette | Qualité         |
| ---------------------------------------- | ------------ | ----------------- | --------- | --------------- |
| Les données manquantes sont à compléter. |              |                   |           |                 |
| 1977                                     | 14 juin 2011 | Hubert Sicard     |           | Décédé          |
| 2011                                     | En cours     | Jean-Luc Gouxette |           | Agent technique |

## Population et société

### Démographie
| 1793 | 1800 | 1806 | 1821 | 1831 | 1836 | 1841 | 1846 | 1851 |
| ---- | ---- | ---- | ---- | ---- | ---- | ---- | ---- | ---- |
| 229  | 210  | 227  | 208  | 242  | 250  | 249  | 287  | 264  |

| 1856 | 1861 | 1866 | 1872 | 1876 | 1881 | 1886 | 1891 | 1896 |
| ---- | ---- | ---- | ---- | ---- | ---- | ---- | ---- | ---- |
| 242  | 258  | 255  | 266  | 215  | 208  | 204  | 197  | 187  |

| 1901 | 1906 | 1911 | 1921 | 1926 | 1931 | 1936 | 1946 | 1954 |
| ---- | ---- | ---- | ---- | ---- | ---- | ---- | ---- | ---- |
| 171  | 172  | 166  | 145  | 132  | 121  | 139  | 123  | 130  |

| 1962 | 1968 | 1975 | 1982 | 1990 | 1999 | 2006 | 2007 | 2012 |
| ---- | ---- | ---- | ---- | ---- | ---- | ---- | ---- | ---- |
| 109  | 74   | 61   | 72   | 66   | 84   | 107  | 110  | 108  |

| 2017 | 2022 | - | - | - | - | - | - | - |
| ---- | ---- | - | - | - | - | - | - | - |
| 115  | 112  | - | - | - | - | - | - | - |

| selon la population municipale des années : | 1968 | 1975 | 1982 | 1990 | 1999 | 2006 | 2009 | 2013 |
| Rang de la commune dans le département      | 568  | 529  | 497  | 504  | 447  | 459  | 464  | 474  |
| Nombre de communes du département           | 592  | 582  | 586  | 588  | 588  | 588  | 589  | 589  |

### Enseignement
Bélesta-en-Lauragais est située dans l'académie de Toulouse.

### Culture et festivité
- Au cours de l'année 2004, l'actuel domaine du Moulin Pastelier situé à Bélesta-en-Lauragais a été le lieu de tournage de l'émission Le Chantier, diffusée sur M6 du 3 mai au 22 juin 2004.
- Fête locales.

### Activités astronomiques
« ADAGIO » redirige ici. Pour les autres significations, voir Adagio (homonymie).
Un groupe d'astronomes amateurs a formé l'Association pour le développement amateur d'un grand instrument d'observation (ADAGIO), association à but non lucratif qui a fondé l'observatoire astronomique de Bélesta en 1996. En 2019, l'association a fait don du foncier de l'observatoire de Bélesta à la Société astronomique de France, l'association ADAGIO restant propriétaire et opératrice des télescopes.
Le 21 mars 2022, l'astéroïde (576901) Adagio a été nommé en l'honneur de l'association ADAGIO, dont le télescope de 0,82 mètre fut utilisé pour la découverte de cet astéroïde. L'astéroïde (597993) Bélesta a été nommé à la même occasion d'après Bélesta-en-Lauragais. Le village est le site de l'observatoire où ces deux astéroïdes ont été découverts par Patrick Martinez le 28 janvier 2008. Bélesta est aussi le nom de l'observatoire.

### Écologie et recyclage
La collecte et le traitement des déchets des ménages et des déchets assimilés ainsi que la protection et la mise en valeur de l'environnement se font dans le cadre de la communauté de communes du Lauragais-Revel-Sorèzois.

## Économie

### Emploi
|                | 2008  | 2013  | 2018  |
| -------------- | ----- | ----- | ----- |
| Commune        | 10 %  | 7,1 % | 8 %   |
| Département    | 7,7 % | 9,6 % | 9,3 % |
| France entière | 8,3 % | 10 %  | 10 %  |

En 2018, la population âgée de 15 à 64 ans s'élève à 89 personnes, parmi lesquelles on compte 79,3 % d'actifs (71,3 % ayant un emploi et 8 % de chômeurs) et 20,7 % d'inactifs,. En  2018, le taux de chômage communal (au sens du recensement) des 15-64 ans est inférieur à celui de la France et du département, alors qu'en 2008 la situation était inverse.
La commune fait partie de la couronne de l'aire d'attraction de Toulouse, du fait qu'au moins 15 % des actifs travaillent dans le pôle,. Elle compte 32 emplois en 2018, contre 16 en 2013 et 8 en 2008. Le nombre d'actifs ayant un emploi résidant dans la commune est de 64, soit un indicateur de concentration d'emploi de 50,1 % et un taux d'activité parmi les 15 ans ou plus de 72,2 %.
Sur ces 64 actifs de 15 ans ou plus ayant un emploi, 10 travaillent dans la commune, soit 16 % des habitants. Pour se rendre au travail, 92,1 % des habitants utilisent un véhicule personnel ou de fonction à quatre roues, 3,2 % les transports en commun et 4,8 % n'ont pas besoin de transport (travail au domicile).

### Activités hors agriculture
17 établissements sont implantés  à Bélesta-en-Lauragais au 31 décembre 2019.
Le secteur des activités spécialisées, scientifiques et techniques et des activités de services administratifs et de soutien est prépondérant sur la commune puisqu'il représente 23,5 % du nombre total d'établissements de la commune (4 sur les 17 entreprises implantées  à Bélesta-en-Lauragais), contre 19,8 % au niveau départemental.

### Agriculture
|               | 1988 | 2000 | 2010 | 2020 |
| ------------- | ---- | ---- | ---- | ---- |
| Exploitations | 7    | 7    | 6    | 5    |
| SAU (ha)      | 468  | 433  | 427  | 416  |

La commune est dans le Lauragais, une petite région agricole occupant le nord-est du département de la Haute-Garonne, dont les coteaux portent des grandes cultures en sec avec une dominante blé dur et tournesol. En 2020, l'orientation technico-économique de l'agriculture  sur la commune est la culture de céréales et/ou d'oléoprotéagineuses. Cinq exploitations agricoles ayant leur siège dans la commune sont dénombrées lors du recensement agricole de 2020 (sept en 1988). La superficie agricole utilisée est de 416 ha,,.

## Culture locale et patrimoine

### Lieux et monuments
- Église paroissiale Saint-Jean-Baptiste.
- Ancien manoir, au village.

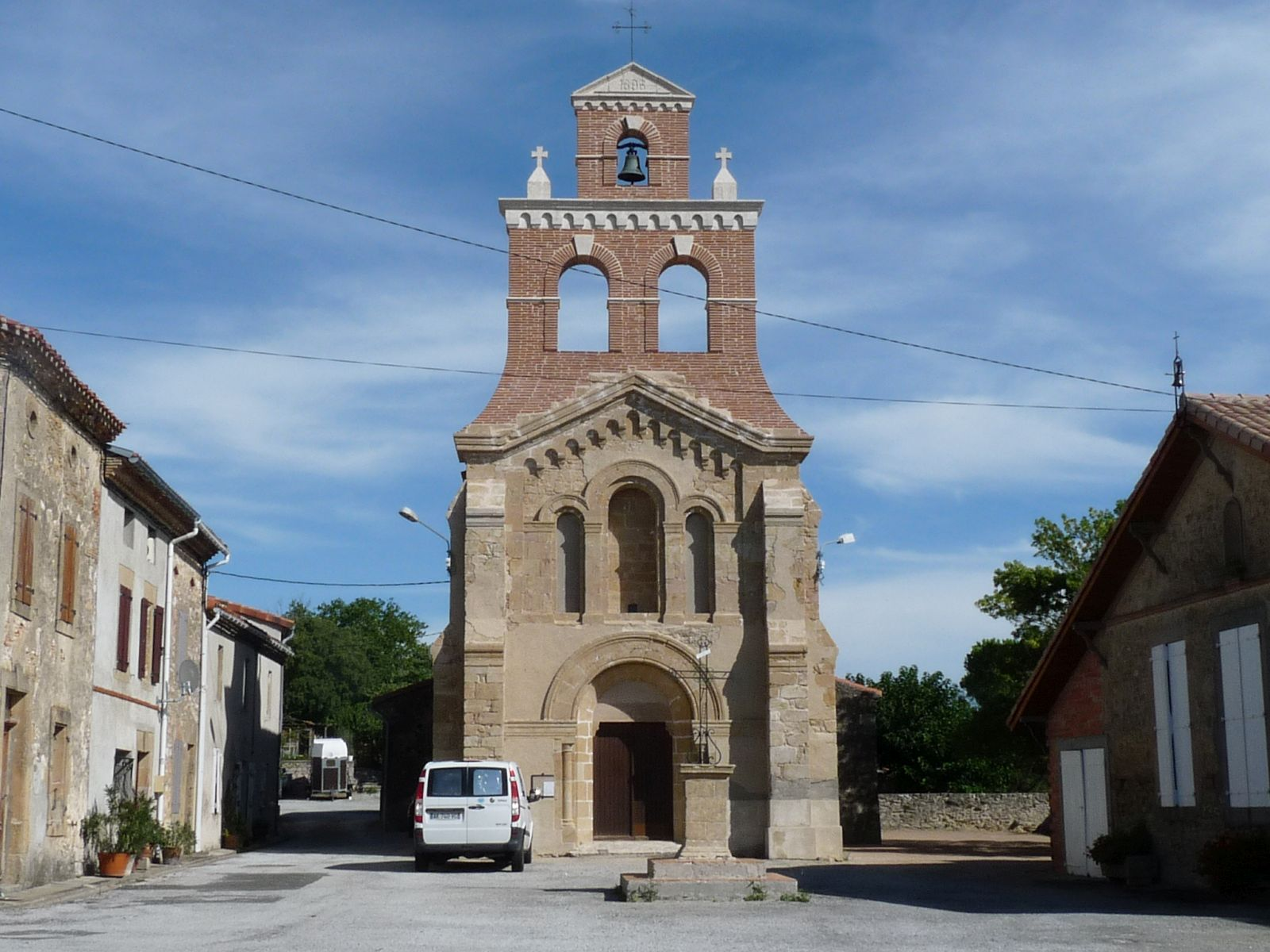
L'église Saint-Jean-Baptiste.
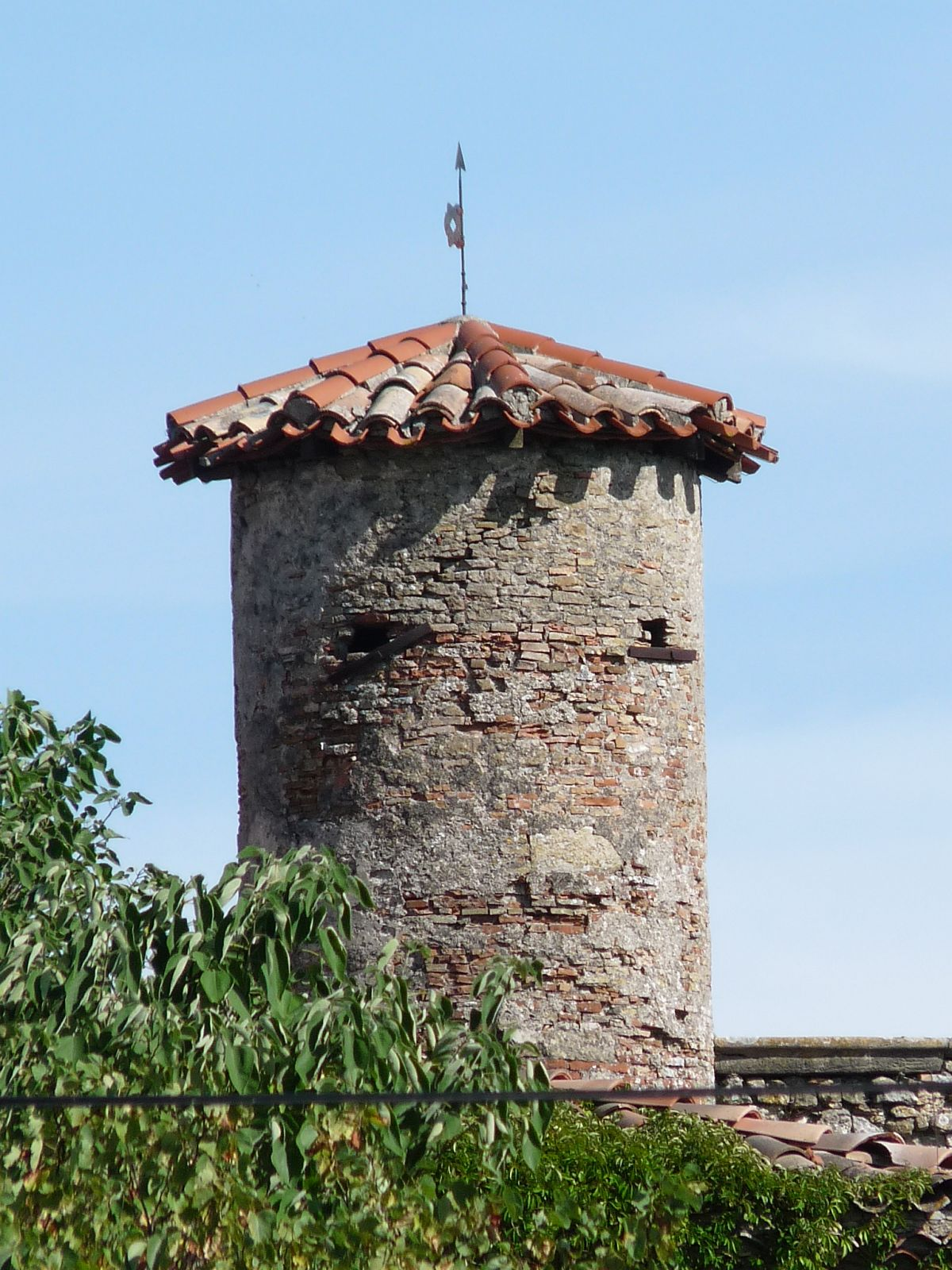
Tourelle du château.
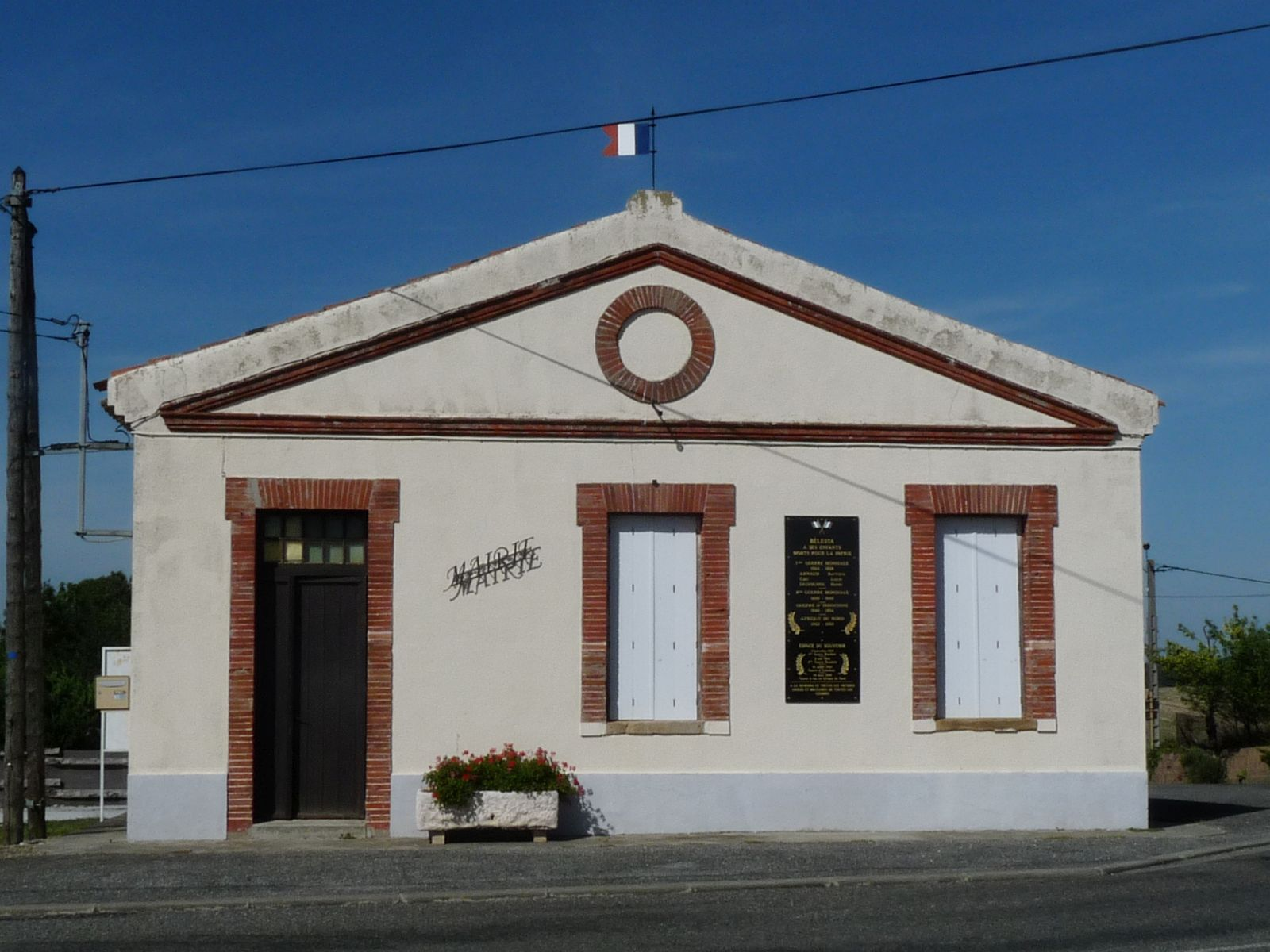
La mairie.

## Héraldique
| Bélesta-en-Lauragais | Son blasonnement est : D'argent à la bande de gueules, au chef du même. |